# Punta de Viern
La Punta de Viern és una muntanya de 904 metres que es troba al municipi de Vilanova de Prades, a la comarca de la Conca de Barberà.